# Stephanie Pauels
Stephanie (Steffi) Pauels (Malmedy, 19 mei 1992) is een Belgisch Duitstalig politica voor de CSP.

## Levensloop
Pauels studeerde in 2013 af als bachelor in de moderne talen, optie Engels-Duits aan de hogeschool Haute école de la Ville de Liège en werd nadien lerares Engels en Duits aan het Koninklijk Atheneum van Sankt Vith. In 2019 behaalde ze eveneens een binationale master in Duitstalige literatuur-, cultuur- en taalgeschiedenis aan de Universiteit Luxemburg en aan de Universität des Saarlandes in Homburg.
Ze werd politiek actief voor de CSP en werd in februari 2024 voorzitter van de partijafdeling in Sankt Vith-Burg-Reuland.
Voor deze partij was Pauels van december 2018 tot mei 2019 lid van het Parlement van de Duitstalige Gemeenschap. Bij de verkiezingen van mei 2019 werd ze niet herkozen, maar sinds april 2021 is ze opnieuw lid van dit parlement. Van september 2023 tot juni 2024 was ze er plaatsvervangend fractievoorzitter voor haar partij en sinds juli 2024 is ze fractievoorzitter en secretaris. 